# Bundesbahndirektion Innsbruck

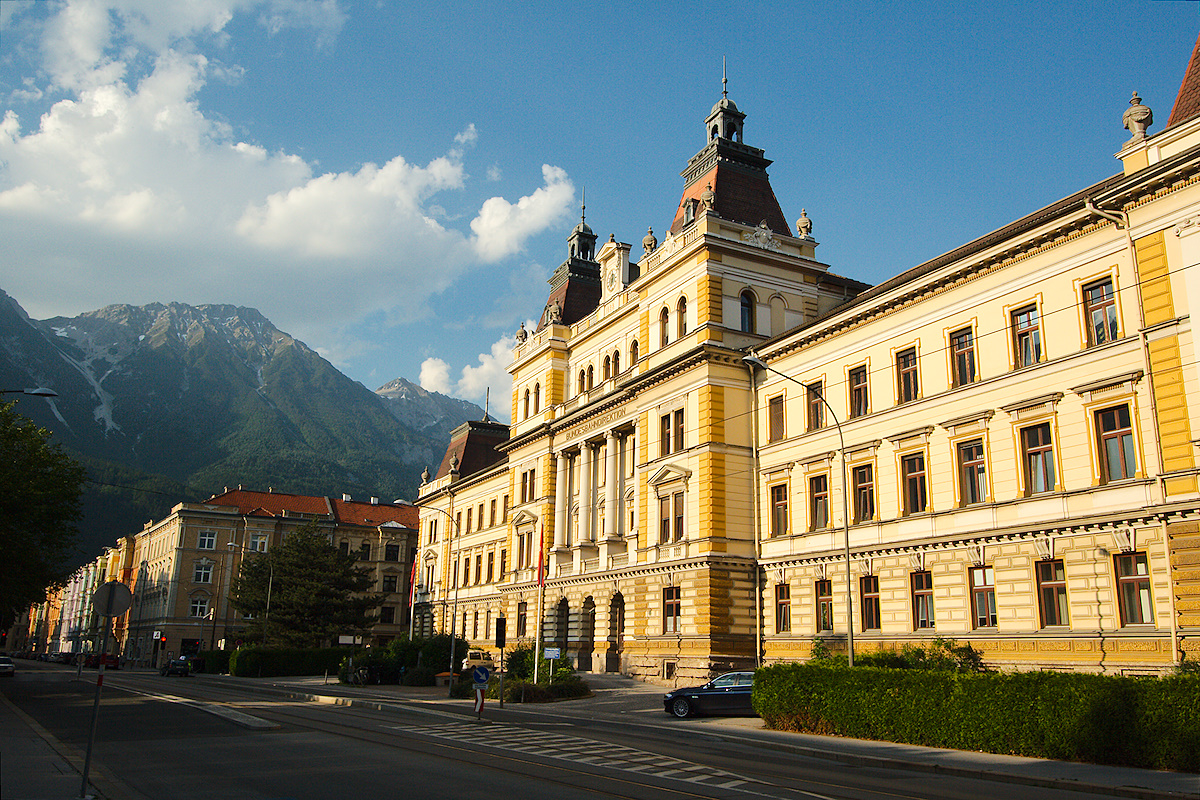
Dienstgebäude der Bundesbahndirektion Innsbruck (2013)

Die Bundesbahndirektion Innsbruck war eine Eisenbahndirektion der Österreichischen Bundesbahnen. Das ehemalige Dienstgebäude steht in der Claudiastraße 2 in Innsbruck. Das Gebäude steht unter Denkmalschutz (Listeneintrag).

## Geschichte

### Erste Direktion
Die Eisenbahn-Betriebsdirection Innsbruck wurde zum 23. Juni 1884 mit Sitz in Innsbruck eingerichtet und unterstand der Kaiserlich-königlichen Generaldirection der österr. Staatsbahnen in Wien.
Mit Auflösung der k.k. Staatsbahnen nach dem Ende der Monarchie wurden – mit Vorstufen – für die auf dem Gebiet der Republik verbliebenen Eisenbahnen zum 1. April 1921 die Österreichischen Bundesbahnen (BBÖ) gegründet. Die Direktionen der ehemaligen k.k.Staatsbahnen wurden übernommen, zunächst als Staatsbahndirektion bezeichnet, nach Gründung der Bundesbahnen dann als Bundesbahndirektion, darunter auch die Bundesbahndirektion Innsbruck.
Nach dem Anschluss Österreichs am 13. März 1938 firmierte die Direktion kurzfristig als Reichsbahndirektion Innsbruck (RBD Innsbruck), bevor sie bereits zum 15. Juli 1938 aufgelöst wurde. Die von ihr verwalteten Strecken wurden auf vier Nachbardirektionen verteilt.

### Aufteilung der Direktion 1938
| Strecke                              | 1938 an                  | Anmerkung                                                                 |
| ------------------------------------ | ------------------------ | ------------------------------------------------------------------------- |
| Arlbergbahn                          | RBD Augsburg             |                                                                           |
| Bahnstrecke Lindau–Bludenz           | RBD Augsburg             |                                                                           |
| Bahnstrecke Feldkirch–Buchs          | RBD Augsburg             |                                                                           |
| Bahnstrecke St. Margrethen–Lauterach | RBD Augsburg             |                                                                           |
| Bregenzerwaldbahn                    | RBD Augsburg             |                                                                           |
| Außerfernbahn                        | RBD München RBD Augsburg | Griesen–Reutte (einschließlich) Reutte (ausschließlich)–Pfronten-Steinach |
| Bahnstrecke Kufstein–Innsbruck       | RBD München              |                                                                           |
| Brennerbahn                          | RBD München              | Abschnitt Innsbruck–Brenner                                               |
| Mittenwaldbahn                       | RBD München              | Abschnitt Innsbruck–Scharnitz                                             |
| Salzburg-Tiroler-Bahn                | RBD Linz                 |                                                                           |
| Pinzgauer Lokalbahn                  | RBD Linz                 |                                                                           |
| Tauernbahn                           | RBD Villach              |                                                                           |

Nach dem 15. Juli 1938 verblieb noch eine „Überleitungsstelle“, die der Reichsbahndirektion München unterstand und die den Übergang der Strecken an die Reichsbahndirektionen München und Augsburg organisierte. Diese „Überleitungsstelle“ wurde zum 31. März 1939 aufgelöst.

### Zweite Direktion
Nach dem Ende des Zweiten Weltkriegs wurde zum 22. Mai 1945 wieder eine Eisenbahndirektion in Innsbruck eingerichtet, die die 1938 an die Reichsbahndirektionen Augsburg und München abgegebenen Strecken übernahm und zunächst unter der Bezeichnung Staatsbahndirektion Innsbruck (StBD Innsbruck) arbeitete. Sie war der französischen Besatzungsmacht unterstellt.
Später firmierte die Direktion erneut unter der Bezeichnung Bundesbahndirektion Innsbruck. Im Zuge des Umbaus der ÖBB-Konzernstruktur 2005 wurden alle Direktionen aufgelöst, auch die Direktion in Innsbruck.

### Direktoren (Auswahl)
- Anton Grassl[5]
- Adolf Rauch[6]
- Sebastian Kienpointner[7]